# .km
.km és el domini de primer nivell territorial (ccTLD) de les Illes Comores
El registre es pot fer directament al segon nivell o sota alguns subdominis pre-establerts (al cost de KMF30000 (uns 60 €) en la majoria de categories).
- .km - Empreses i marques registrades al segon nivell (cost anual de KMF50000 (uns 100 euros)).
- .com.km - Empreses - ús sense restriccions.
- .coop.km - Cooperatives.
- .asso.km - Associacions.
- .nom.km - Persones.
- .presse.km - Organitzacions de premsa.
- .tm.km - Propietaris de marques registrades.
- .medecin.km - Metges.
- .notaires.km - Notaris.
- .pharmaciens.km - Farmacèutics.
- .veterinaire.km - Veterinaris.
- .edu.km - Universitats i instituts professionals.
- .gouv.km - Govern.
- .mil.km - Registre gratuït, per als militars.

Els registres al segon nivell estan subjectes a restriccions i requeriments de presència al país.
Els registres al tercer nivell no tenen restriccions a .com.km si el nom no està registrat en algun altre subdomini de .km; hi ha restriccions pròpies de cada categoria per a la resta de dominis de tercer nivell. Els registres personals .nom.km estan limitats als residents de l'illa i a ciutadans que viuen a l'estranger; les diverses categories que indiquen professions requereixen que el sol·licitant tingui llicència per exercir la professió.